# Chiesa rettoria di Cristo Redentore
La chiesa di Cristo Redentore è un edificio religioso situato nella frazione di Le Case nel territorio del comune di Monsummano Terme, nella parrocchia di Cristo Redentore
Aperta al culto il 30 giugno 2001, inizialmente prese il titolo di rettoria nel territorio della parrocchia di Maria SS.ma della Fontenova, ma il 15 luglio del 2017 con decreto del vescovo della diocesi di Pescia Roberto Filippini, è divenuta parrocchia autonoma.
All'interno della chiesa è presente una statua di bronzo alta 4 metri intitolata Cristo redentore, realizzata dallo scultore Jorio Vivarelli.